# Walram II van Ligny
Walram II van Luxemburg-Ligny (1275 — 1354) was een zoon van Walram I van Ligny en van Johanna van Beaurevoir. Hij volgde zijn vader in 1288 op als graaf van Ligny.
Walram huwde met Guyotte, vrouwe van Rijsel, en werd de vader van:
- Jan I van Luxemburg-Ligny (1300-1364)
- Walram
- Jacob
- Catharina.